# Victor-Justin Sathoud
Victor-Justin Sathoud est un homme politique congolais, né en 1927 et mort en 1995. Il est ministre de la Fonction publique (1960-1963) ainsi que ministre du Plan et de l’Équipement (1963) sous la présidence de Fulbert Youlou.

## Biographie

### Carrière
1952 : Élu pour la première fois conseiller à l’assemblée territoriale du Moyen-Congo dans la circonscription du Niari, sous la bannière du Parti progressiste congolais (PPC) créé par le député Jean Félix-Tchicaya, sur une liste conduite par Pierre Goura, avec Simon-Pierre Kikhounga-Ngot et Auguste Nzoungou pour colistier. Il se fera réélire en 1957 avec Pierre Goura, René Pech, Jean Nzaou, Raphaël Goma, Basile Mapingou, Joseph Imengue, Paul Makita.
1952-1959 : Conseiller territorial du Moyen-Congo, élu dans la région du Niari, sous la bannière du PPC (section locale du RDA).
1957-1959 : Député à l’assemblée législative du Moyen-Congo, élu dans la région du Niari, sous les couleurs de l’Union démocratique de défense des intérêts africains (UDDIA-RDA).
1958-1959 : Secrétaire d'État à la Fonction publique, dans le gouvernement provisoire mis en place par l’abbé Fulbert Youlou au lendemain de la proclamation de la République du Congo intervenu le 28 novembre 1958.
1959-1963 : Député à l’Assemblée nationale de la République du Congo, élu dans la circonscription du Niari, sous la bannière de l’UDDIA-RDA.
1959-1960 : Secrétaire d’État à la présidence du Conseil, délégué à la Fonction publique.
1960-1963 : Ministre de la Fonction publique.
1963 : Ministre du Plan et de l’Équipement.
20 juillet 1963 : En sa qualité de représentant du Président de la République du Congo-Brazzaville, le Ministre du Plan et de l’Équipement, Victor-Justin Sathoud, signa à Yaoundé (Cameroun) les accords de Convention d’association entre la Communauté économique européenne et les États africains et malgache associés. 
24 juillet 1963 : Présentation de l’avant-projet de développement. Le ministre du Plan et de l’Équipement, Victor-Justin Sathoud, a présenté l’avant-projet du plan quinquennal qui se propose de préparer l’indépendance économique du pays, grâce à la coopération des initiatives privées et publiques et à la mobilisation de toutes les énergies.
1968-1973 : Président du Comité de défense de la Révolution du PCA de Banda, son village natal.
1973-1977 : Député-président de la Commission administrative et juridique de l’Assemblée nationale populaire. 
1974-1977 : Commissaire du gouvernement, président du Comité exécutif régional, préfet du Niari.
1977-1979 : Reconduit à la tête de la région du Niari en qualité de président de la Délégation spéciale régionale du Niari. 
1979-1984 : Conseiller administratif et politique au Commissariat politique du Kouillou (préfecture).
1986 : Victor Sathoud décide de prendre une retraite anticipée. Pendant sa retraite, il continue à agir comme conseiller en mettant ses compétences à la disposition des personnes et organisations œuvrant dans ses champs d’expertise.

### Vie privée
Le 12 mai 1962, Victor-Justin Sathoud épouse Monique-Joséphine Boumba, infirmière accoucheuse à l'hôpital de Brazzaville. Le mariage inaugure la nouvelle mairie de Brazzaville, et est célébré par le président Fulbert Youlou lui-même. Les témoins sont Simon-Pierre Kikhounga-Ngot, ministre des affaires économiques, ainsi que Jeanne Okomba, épouse du ministre du travail Faustin Okomba.
Il a donné son nom au lycée Victor-Justin Sathoud, à Dolisie.
Victor-Justin Sathoud est le père de l'écrivaine Ghislaine Sathoud.